# 宮道国平
宮道 国平（みやじ の くにひら、生没年不詳）は、鎌倉時代初期の武将、御家人。斎藤実盛の外甥。『吾妻鏡』では、宮六傔仗国平と記載されている。
宮道氏は、物部氏庶流とも日本武尊末裔とも伝えられる氏族であるが、国平の系譜関係は不明である。一方で斎藤実盛の弟・実員の子とする系図があることから、本姓藤原氏の斎藤氏の一族とする見解もある。
実盛に付き従い治承・寿永の乱で平家方であったが、平家滅亡の後、囚人として上総広常に、1183年（寿永2年）に広常が謀殺された後は中原親能に預けられた。その後勇敢さを見込まれ、親能の養子大友能直付きとなった。1189年（文治5年）の奥州合戦に従軍し戦功により奥州に所領を与えられ、1190年（文治6年）の大河兼任の乱に際しても出陣している。『吾妻鏡』では、1191年（建久2年）に奥州より牛を献上したとの記事を最後に登場しなくなる。
一方、実盛死後に武蔵国幡羅郡長井庄（現埼玉県熊谷市）を継ぎ、実盛創建に係る聖天山歓喜院（埼玉県熊谷市）に十一面観音と御正躰錫杖頭を寄進したことが同院の縁起に見える。また、八幡神社（秋田県大仙市）には中原親能と連名の棟札が現存していることから、奥州だけでなく出羽国山本郡にも所領をもっていた可能性が高い。